# شتوي
شتوي هو أحد أنواع التمور التونسية وكما يدل على ذلك اسمه فهو ينضج في الشتاء، في ديسمبر. بسره أصفر وتمره كذلك، وهو من التمور التي يقع تخزينها.